# Miklós Jósika
Miklós Jósika (Turda, 28 aprile 1794 – Dresda, 27 febbraio 1865) è stato uno scrittore ungherese.
È famoso per aver scritto il primo romanzo storico ungherese, Abafi (1836).